# Days Go By
Days Go By – dziewiąty album studyjny kalifornijskiej grupy punkrockowej The Offspring, wydany 26 czerwca 2012. To pierwsze po Rise and Fall, Rage and Grace wydawnictwo grupy. Po raz pierwszy przy nagrywaniu albumu brał udział perkusista Pete Parada. W nagrywaniu niektórych utworów brał udział również Josh Freese, który pełnił tę samą rolę przy dwóch poprzednich płytach.
Zespół rozpoczął pracę nad albumem w 2009 roku i miał zamiar wydać go rok później, ale termin był kilkakrotnie przekładany ze względu na trasy koncertowe i tworzenie nowego materiału. Członkowie zapowiadali jednak, że nie dojdzie do sytuacji, jaka miała miejsce przy Chinese Democracy. Prace zajęły ostatecznie trzy lata i zakończyły się w marcu 2012. Tytułowy singel „Days Go By” miał premierę radiową 27 kwietnia. Drugim singlem jest „Cruising California (Bumpin' In My Trunk)”, który jako pierwszy został wydany poza USA, Kanadą, Niemcami, Szwajcarią i Austrią, i miał swoją premierę trzy dni później.

## Lista utworów
Cała muzyka i teksty w wykonaniu The Offspring.
1. „The Future is Now” – 4:08
2. „Secrets from the Underground” – 3:09
3. „Days Go By” – 4:02
4. „Turning into You” – 3:41
5. „Hurting as One” – 2:49
6. „Cruising California (Bumpin' in My Trunk)” – 3:30
7. „All I Have Left Is You” – 5:18
8. „OC Guns” – 4:07
9. „Dirty Magic” – 4:01
10. „I Wanna Secret Family (With You)” – 3:01
11. „Dividing by Zero” – 2:22
12. „Slim Pickens Does the Right Thing and Rides the Bomb to Hell” – 2:36

## Single
1. Days Go By
2. Cruising California (Bumpin' in My Trunk)
3. Turning into You

## Twórcy
- Dexter Holland – główny wokal, gitara rytmiczna, fortepian
- Kevin Wasserman – gitara prowadząca, dodatkowe wokale
- Gregory Kriesel – gitara basowa, dodatkowe wokale
- Pete Parada – perkusja